# Harro Hieronimus
Harro Hieronimus (* 1956) ist ein deutscher Sachbuchautor.

## Leben
Harro Hieronimus studierte Chemie und Geographie für das Lehramt in Nordrhein-Westfalen. Im Jahr 1986 gründete er die Internationale Gesellschaft für Regenbogenfische e.V. (IRG) und ist Präsident der Deutschen Gesellschaft für Lebendgebärende Zahnkarpfen e.V. (DGLZ).

## Werke (Auswahl)

### Fachbücher
- Die Hochlandkärpflinge. Westarp Wissenschaften, Magdeburg 1995, ISBN 3-89432-408-2
- Ihr Hobby: Corydoras-Panzerwelse. Bede Verlag Ruhmannsfelden 1997, ISBN 3-931792-26-9.
- Herrliche Regenbogenfische. Aqualog, Mörfelden-Walldorf 1999, ISBN 3-931702-50-2.
- Ihr Hobby Platys und Schwertträger. Bede Verlag Ruhmannsfelden 2001, ISBN 978-3-933646-52-1.
- Regenbogenfische und verwandte Familien. ACS, Mörfelden-Walldorf 2002, ISBN 3-931702-80-4.
- Guppy, Platy, Molly. Gräfe und Unzer Verlag, München 2005, ISBN 978-3-7742-7366-5
- mit Dieter Bechthold: Seerosen – Königin des Gartenteichs. Dähne Verlag 2006, ISBN 3-935175-33-7
- Mein Kanarienvogel zu Hause. Ulmer (Eugen) 2009, ISBN 3-8001-6786-7
- mit Chris Lukhaup: Guppy-Fibel: Erfolgreiche Pflege und Zucht im Aquarium. Dähne Verlag 2011, ISBN 3-935175-71-X

### Fachbeiträge
- mehrere Hundert Artikel im In- und Ausland
- Der eierlegende Lebendgebärende: Tomeurus gracilis. In: DGLZ Rundschau 34, 2007, Nr. 3, S. 75–80.